# Алісса Андерсон
Алісса Андерсон  (англ. Alyssa Anderson; 30 вересня 1990) — американська плавчиня, олімпійська чемпіонка.

## Виступи на Олімпіадах
| Олімпіада   | Дисципліна                      | Місце |
| ----------- | ------------------------------- | ----- |
| Лондон 2012 | естафета 4 × 200 вільним стилем | 1     |